# 井上恵博
井上 恵博（いのうえ よしひろ、1936年7月22日 - 2021年12月12日）は、日本の実業家。東証一部上場の自動車販売会社ケーユーホールディングス代表取締役会長兼社長。

## 略歴・人物
- 生年月日：1936年7月22日
- 出身地：東京都
- 卒業高校：浅野高等学校
- 卒業大学：神奈川大学法経学部[1]

## 職歴
- 1961年 神奈川大経卒
- 1961年 神奈川トヨタ自動車入社
- 1972年10月 ケーユー商事（現株式会社ケーユーホールディングス）設立 取締役
- 1974年12月 同社 代表取締役社長
- 1988年6月 株式会社ビ・ケーユー（現：株式会社シュテルン世田谷） 代表取締役社長
- 1999年6月　株式会社ケーユーホールディングス会長
- 2001年3月 株式会社ケーユーホールディングス 代表取締役会長兼社長
- 2004年6月 株式会社シュテルン世田谷 代表取締役会長
- 2004年11月 株式会社モトーレン東名横浜 代表取締役会長
- 2007年10月 株式会社ケーユー 代表取締役会長兼社長
- 2008年6月 株式会社ファイブスター世田谷（現：株式会社ファイブスター東名横浜）代表取締役会長
- 2010年6月 株式会社ケーユー 代表取締役会長
- 2012年8月 株式会社RSケーユー 代表取締役会長

## エピソード
- モットーや人生訓は「明るく、くよくよしない」。各営業所をまわることを日課にしている、朝礼などでは営業の話をするというより、「皆で明るく元気よくやろう」と言う。[4]